# Ariosoma balearicum
El congrio balear (Ariosoma balearicum) es una anguila de la familia Congridae (congrio/anguila de jardín). Fue descrito por François Étienne Delaroche en 1809, originalmente bajo el género Muraena.
Es una anguila marina subtropical conocida en el Atlántico occidental y oriental y en el océano Índico occidental, incluida Carolina del Norte, EE.UU.; el norte del Golfo de México, el norte de América del Sur, Canadá, Portugal, Angola, el Mediterráneo y el mar Rojo. Habita arrecifes y plataformas litorales, y excava en la arena y el barro. Habita en un rango de profundidad de 1 a 732 metros, pero con mayor frecuencia entre 20 y 100 m. Los machos pueden alcanzar una longitud total máxima de 35 centímetros, pero más comúnmente alcanzan una longitud de 25 centímetros.
Esta especie de congrio es de interés menor para la pesca.

## Galería de imágenes

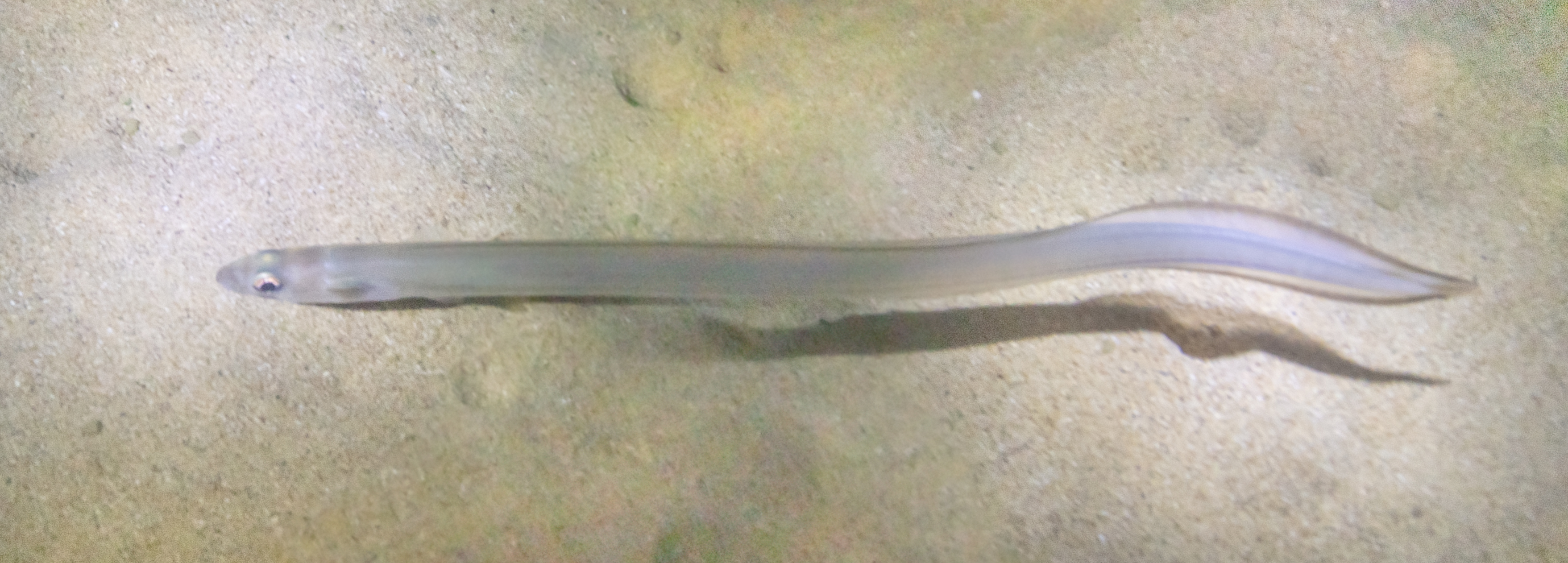
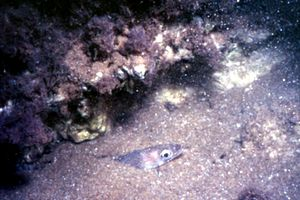
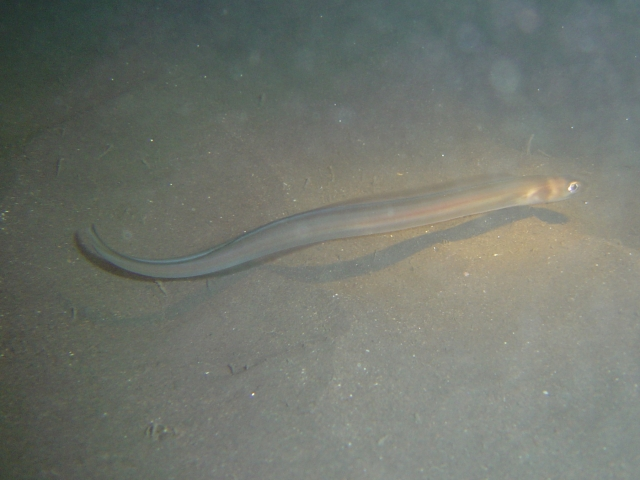